# Michael McBeath
Michael McBeath (* 7. April 1950) ist ein ehemaliger simbabwischer Radrennfahrer.

## Sportliche Laufbahn
McBeath war im Straßenradsport aktiv. Er war Teilnehmer der Olympischen Sommerspiele 1980 in Moskau.
Im olympischen Straßenrennen schied er aus. Er war bei der ersten Olympiateilnahme Simbabwes einer von zwei Startern seines Landes im Straßenradsport.